# Quel genio di Bickford
Quel genio di Bickford (Bickford Shmeckler's Cool Ideas) è un film del 2006 scritto e diretto da Scott Lew.

## Trama
In un campus universitario, Blickford è una matricola solitaria e geniale che ha elaborato una serie di teorie scientifiche su un quaderno che lui chiama Il Libro. Durante una festa che si svolge vicino a casa sua, Sarah, la ragazza più bella del college irrompe in casa e ruba il suo libro, che poi passerà a un gruppo di ragazzi appassionati di videogames.